# Abbaye de Pershore
L'abbaye de Pershore est une ancienne abbaye bénédictine située à Pershore, dans le Worcestershire, en Angleterre. Il n'en subsiste que l'abbatiale, devenue l'église paroissiale anglicane de Pershore.

## Histoire
L'abbaye de Pershore est fondée à l'époque anglo-saxonne, au VIIe siècle, et reçoit des dons de plusieurs rois de Mercie. Après une période de déclin, elle est refondée à l'époque de la réforme bénédictine anglaise à l'initiative de l'évêque Oswald de Worcester. Elle est enrichie par le comte Odda de Deerhurst, qui s'y fait enterrer à sa mort en 1056.
La communauté monastique de Pershore disparaît en 1539, dans le cadre de la dissolution des monastères ordonnée par le roi Henri VIII. La plupart des bâtiments de l'abbaye sont détruits au fil des siècles, mais l'église abbatiale subsiste et devient l'église paroissiale de la ville de Pershore. Ce bâtiment, restauré au XIXe siècle par l'architecte George Gilbert Scott, constitue un monument classé de Grade I depuis 1965.